# حسین‌آباد (استبرق)
حسین‌آباد، روستایی در دهستان استبرق از توابع بخش مرکزی شهرستان شهربابک در استان کرمان است.

## جمعیت
این روستا در دهستان استبرق قرار دارد و براساس سرشماری مرکز آمار ایران در سال ۱۳۹۵، جمعیت آن ۱۱۰ نفر (۳۲ خانوار) بوده‌است.